# Росица Петрова (поетеса)
Росица Петрова е българска поетеса, съучредител и член на управителния съвет на неформалния Съюз на писателите от Интернет.

## Биография
Росица Петрова е родена на 22 март 1968 г. в град Раковски. Завършва средното си образование в родния си град.
През 2008 г. участва в учредяването на Съюз на писателите от Интернет. От тогава тя е член на управителния съвет на съюза. Дейността на съюза е основно в социалните мрежи и блогове.
Росица Петрова публикува свои творби в изданията: алманаха на издателство „Буквите“ и в съавторство в стихосбирките „Болката, когато проговори“ (2007), „Събудена невинност“ (2007) и „На Титаник“ (2008). През 2010 г. издава с благотворителна цел стихосбирката „Листопади – сонети“ в електронен формат.
Има отличени творби в редица конкурси. Стихотоврението „В онази стомна имаше вода“ печели първа награда на Петия национален конкурс за поезия „Биньо Иванов“ през 2011. Превежда руска поезия. За превода на стихотворението на Ирина Калитина „Плач неродившегося младенца“ получава Висша награда от Пети международен конкурс за превод на руска литература.
Живота си между България и Италия сама оценява в редовете:
| „                 | Животът ме превърна в стих, на който дадох всичко свое. От него нищичко не присвоих, освен крилете му за полет. | “ |
| Самотни листопади | |   |

## Награди
Носителка на литературни награди, между които са:
- II награда – „По стъпките на лятото“ (2016)
- III награда – „Жени и вино“ (2012)
- I награда – „Биньо Иванов” (2011)
- II награда – „Пътуване около света“ (2011)
- III награда – „По стъпките на лятото“ (2011)
- III награда – „Белоснежните вишни“ (2011)
- II награда – „На глътка свобода“ (2010)